# Verpleegkundig proces
Het verpleegproces is een cyclisch proces in de zorg waarin de verpleegkundige op een systematische wijze de zorg plant, uitvoert en evalueert op basis van vooraf verzamelde voor de zorg relevante gegevens.

## Fasen
Kern van het verpleegproces is dat de verpleegkundige eerst informatie verzamelt bij de zorgvrager (patiënt, cliënt, bewoner) op basis van observatie of een gesprek (diagnostische fase). Vervolgens wordt op basis van deze informatie vastgesteld wat het probleem is en wat de gewenste uitkomsten zijn (prognostische fase). Dit leidt tot het vaststellen en plannen van de noodzakelijke interventies in een verpleegplan. Ten slotte worden deze interventies geëvalueerd om te bepalen of dat de gewenste uitkomst is bereikt. Hierdoor kent het verpleegproces verschillende fasen:
- Fase 1: Gegevens verzamelen bij de (Verpleegkundige anamnese)
- Fase 2: Verpleegkundige diagnose(n) of verpleegproblemen vaststellen
- Fase 3: Vaststellen gewenste resultaten
- Fase 4: Verpleegkundige interventies plannen in een verpleegplan
- Fase 5: Verpleegkundige interventies uitvoeren
- Fase 6: Evaluatie
- Fase 7: Terugkoppelen

Soms wordt het eerste contact van de verpleegkundige met de zorgvrager waarbij de verpleegrelatie wordt aangegaan gezien als fase 0.
De gehanteerde Verpleegkundige theorie of conceptueel model (bijvoorbeeld Orem, Gordon) geeft richting aan het verpleegproces. Het is bepalend voor de wijze waarop de verpleegkundige de gegevens verzamelt, diagnosticeert en vertaalt in interventies.